# Johnathan Wendel
 (juin 2015).
Si vous disposez d'ouvrages ou d'articles de référence ou si vous connaissez des sites web de qualité traitant du thème abordé ici, merci de compléter l'article en donnant les références utiles à sa vérifiabilité et en les liant à la section « Notes et références ».
Johnathan Wendel, dit « Fatal1ty », né le 26 février 1981 à Independence dans le Missouri, est un ancien joueur professionnel américain de jeu vidéo.
Faisant partie des pionniers dans la professionnalisation de la pratique du jeu vidéo à la fin des années 1990, il a été considéré comme l'un des meilleurs joueurs professionnels au monde de son époque dans la catégorie des jeux de tir à la première personne (FPS).
Grâce à ces victoires dans plusieurs compétitions officielles de jeu vidéo, notamment à la Cyberathlete Professional League (CPL), il a amassé plusieurs centaines de milliers de dollars de prix. En plus de servir de porte-parole pour différentes marques commerciales d'équipements de jeu vidéo, son parcours a été couvert par différents médias, tels Time magazine ou BBC World Service.

## Biographie
Johnathan Wendel a remporté de nombreux prix lors de ses participations à différentes compétitions officielles de jeux vidéo de tir à la première personne (FPS). Bien qu'il ait joué à Counter-Strike et Call of Duty avec les meilleures équipes du moment, il a enregistré ses meilleurs succès en solitaire dans les jeux Quake III Arena, Unreal Tournament 2003 et Painkiller.
Il a aussi lancé une entreprise qui commercialise des tapis de souris pour jeux vidéo. Il a ensuite diversifié sa gamme d'équipement à travers une entente commerciale avec les marques Abit et Creative Labs, cette dernière concevant des cartes mères et des cartes son portant son pseudonyme. En décembre 2005, toujours en partenariat avec Creative Labs, il crée une gamme de souris pour gamer.

## Palmarès

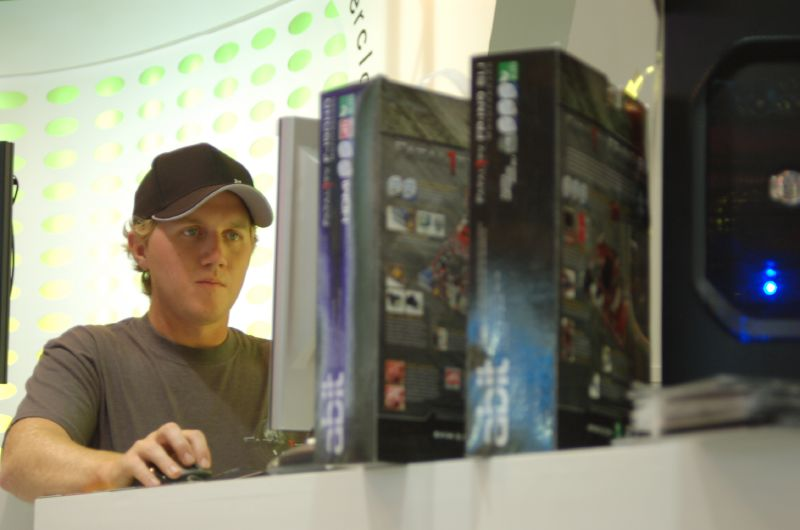
Johnathan Wendel lors du Computex 2007.

### Alien vs Predator 2
- 1er CPL World Championship (une Ford Focus d'une valeur de 40 000 $ )

### Doom 3
- 1er Quakecon, 2004 (30 000 $)

### Painkiller
- 2e CPL Summer Championships, 2004 (5 750 $)
- 1er CPL Summer Championships, 2005 (15 000 $)
- 1er CPL Final World Tour Stage, novembre 2005 (150 000 $)

### Quake 3: Arena
- 3e Frag 3, 1999
- 1er XSR Invitational, 2000
- 1er RazerCPL Tournament, avril 2000 (40 000 $)
- 1er BattleTop Universal Challenge, 22 juillet 2000 (15 000 $)
- 1er World Cyber Games Challenge, octobre 2000 (25 000 $)
- 1er CPL Australie
- 3e CPL Pays-Bas
- 2e Quakecon, 2001 (10 000 $)
- 2e CPL Brésil
- 3e Quakecon, 2002 (5 000 $)